# Kelly Klein
Kelly Klein (nacida el 28 de enero de 1986) es una luchadora profesional estadounidense quien compite en el circuito independiente. Klein es muy conocida por su trabajo en Ring of Honor (ROH) y World Wonder Ring Stardom.
Klein ha sido tres veces Campeona Mundial Femenil de Honor.

## Carrera

### Ring of Honor (2015-2019)
Klein hizo su debut en Ring of Honor (ROH) el 24 de octubre de 2015, en el evento ROH Glory By Honor XIV: Champions vs. All Stars en Dayton, Ohio, derrotando a Ray Lyn en un minuto por rendición.
Klein hizo su debut televisado en el episodio del 26 de junio de 2016 de ROH, desde Nashville, Tennessee. En el evento principal del primer episodio de Women of Honor, ella derrotó a Taeler Hendrix por rendición después de una dura batalla entre los dos. El 14 de diciembre del mismo año en ROH, el segundo especial de WOH, se enfrentó a ODB en un esfuerzo ganador cuando ODB se desmayó en la presentación de Klein.
Durante 2017 como heel, estuvo en una racha invicta en ROH hasta que Karen Q la terminó con la ayuda de Deonna Purrazzo durante un evento en mayo del mismo año. Esto llevó a un Triple Threat Match en julio en el tercer evento de Women of Honor, que Karen Q también terminó ganando. Más tarde, Klein derrotó a Purrazzo en otro combate de individuales en las grabaciones del 29 de julio, con la victoria después de que Karen Q cambio a heel y atacó a Purrazzo.
El 14 de diciembre de 2018 en el evento de Final Battle, Klein ganó el Campeonato Mundial Femenil de Honor por primera vez, donde derrotó a la excampeona Sumie Sakai en un Four Corner Survival Match, que también involucró a Madison Rayne y Karen Q. En Bound by Honor 2019, perdió el título ante Mayu Iwatani, terminando su reinado a los 58 días. Sin embargo, lo ganaría el título el 6 de abril de 2019 en el debut de ROH en el Madison Square Garden, el show G1 Supercard. Después del combate, Kelly cambio a face al darle la mano de Mayu. Sin embargo, antes de que pudiera celebrar fue atacada por los debutantes Velvet Sky y Angelina Love, a quienes se unió Mandy Leon.
El 22 de noviembre del mismo año, Klein fue despedida por Ring of Honor mientras se recuperaba del síndrome posconmoción y aún era la Campeona Mundial Femenil de Honor. Anteriormente habló en contra de la compañía en Twitter por negarse a pagarle el salario digno y ROH por no tener un protocolo de conmoción cerebral y no permitirle tiempo libre para curarse de una lesión.  Fueron estos comentarios los que supuestamente llevaron a ROH a decidir no renovar su contrato.

### World Wonder Ring Stardom (2017)
El 14 de octubre de 2017, Klein hizo su debut en la empresa japonesa World Wonder Ring Stardom al participar en el torneo Goddesses of Stardom Tag League. Ella terminó ganando el torneo junto con Bea Priestley. Después del torneo, Klein y Bea desafiaron sin éxito a Oedo Tai (Hana Kimura & Kagetsu) por el Campeonato de las Diosas de Stardom.

## Campeonatos y logros
- Covey Promotions
  - CP Women's Championship (3 veces)[9]

- EMERGE Wrestling
  - EMERGE Women's Championship (1 vez)[10]

- Mega Championship Wrestling
  - MEGA Fighting Spirit Championship (1 vez)[11]

- Ring of Honor
  - Women of Honor World Championship (3 veces)

- Vicious Outcast Wrestling
  - VOW Vixen's Championship (1 vez)

- World Wonder Ring Stardom
  - Goddesses of Stardom Tag League (2017) – con Bea Priestley[7]

- Pro Wrestling Illustrated
  - Situada en el Nº39 en el PWI Female 100 en 2018.
  - Situada en el Nº29 en el PWI Female 100 en 2019.